# Amadeus (computersysteem)

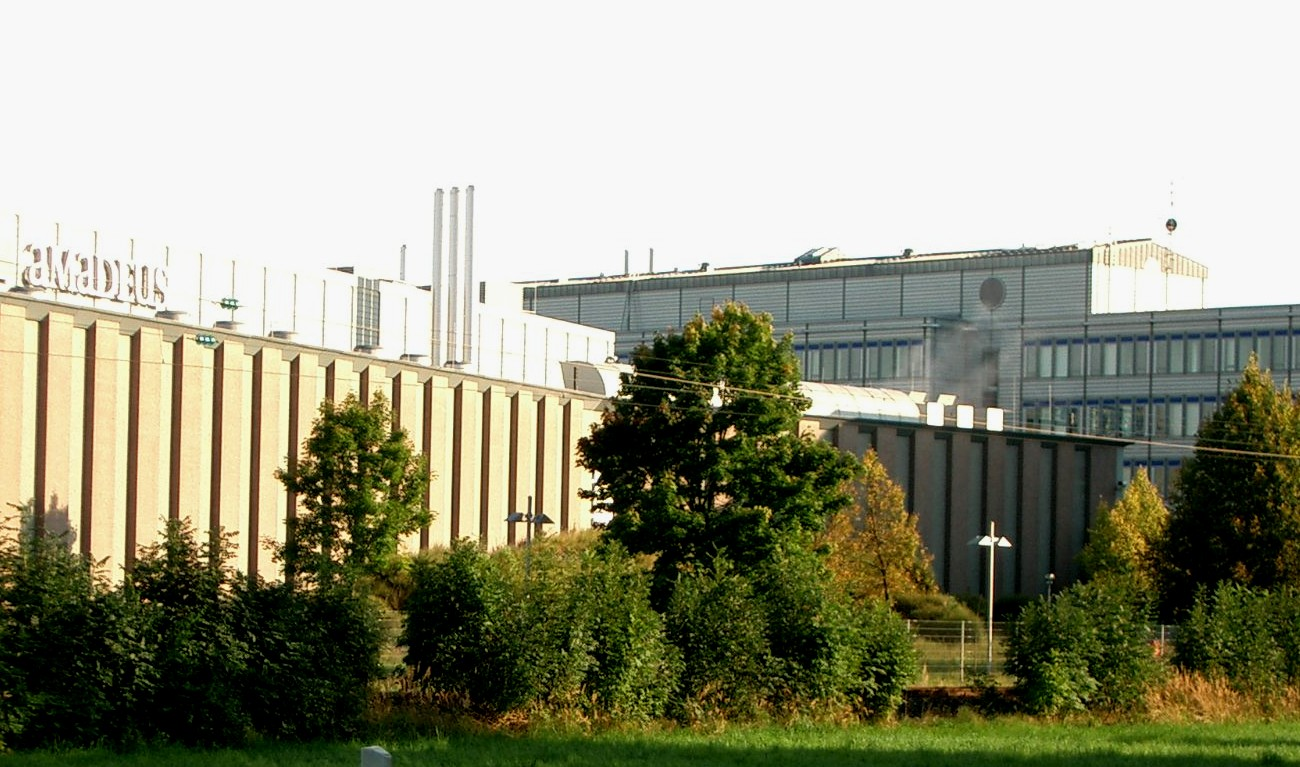
Datacentrum te Erding

Amadeus CRS is een Europees realtime-computerreserveringssysteem (CRS) dat ontworpen is voor luchtvaartreserveringen. Tegenwoordig doet Amadeus daarnaast ook andere soorten reserveringen zoals hotelboekingen, autohuur en chartervluchten. De centrale database staat in Erding (Duitsland), het hoofdkantoor staat in Madrid en het ontwikkelingscentrum is gevestigd in Sophia Antipolis (bij Nice).
Amadeus werd in 1987 opgezet door Air France, Lufthansa, Iberia en SAS. Tegenwoordig is de Amadeus IT Group de eigenaar. 
Amadeus is lid van AACO, OTA, SITA Sc en IATA en klant van SITA Inc.
Naast Amadeus zijn er nog meer CRS-systemen, zoals het Amerikaanse Worldspan, Sabre en Galileo GDS.
Als CRS valt Amadeus onder de Europese CRS Code of Conduct van 1989 en de Amerikaanse DOT-reguleringen (Department of Transportation) van 1984 en 1992.

## Software
De reisbureaus kunnen met het realtime CRS-Vista prijzen en beschikbaarheid van de vluchten in de centrale computer opvragen, hiermee reclame maken, en deze bij opdracht direct reserveren.
Voor internetboekingen krijgen gebruikers toegang tot de Amadeus Global API bookings Engine.

## Privacy en transparantie
- In globale distributiesystemen, zoals Amadeus GDS, Galileo GDS, Worldspan of Sabre, resulteert codesharing tot dezelfde vlucht met verschillende vluchtnummers.
- Alle reserveringen die wereldwijd gemaakt worden met Amadeus, waaronder die in Nederland, worden opgeslagen in Erding. De gegevens die hierbij opgeslagen worden, zijn door het gebruik van Capps en Capps II, onder controle van de CIA en FBI.
- Privacy-organisaties maken zich zorgen om deze ontwikkeling, omdat niet duidelijk is welke gegevens er gebruikt worden.